# Louis Walsh
Louis Walsh (né Michael Louis Vincent Walsh le 5 août 1952, à Kiltimagh, Irlande) est un producteur de musique irlandais, connu pour être l'un des jurés de l’émission britannique The X Factor.
Il a été le mentor de plusieurs boys bands britanniques dont Boyzone.

## Liste des groupes et artistes produits par Walsh
- Westlife – 1998–2012
- Boyzone – 1993–2000, 2007–2010
- Ronan Keating – 2000–2004
- Shayne Ward – 2005–2009
- Jedward – 2009–présent[2]
- Wonderland – 2010–aujourd'hui
- Bellefire – 2000–2004
- Six – 2001–2002
- Girls Aloud – 2002–2003
- G4 – 2004–2007
- Samantha Mumba – 2000–2002
- Eton Road – 2006–2008
- JLS – 2008–2009
- The Carter Twins
- Kerri Ann
- Union J 2012–aujourd'hui
- HomeTown